# 圣弗洛朗坦
圣弗洛朗坦（法語：Saint-Florentin，法語發音：[sɛ̃ flɔʁɑ̃tɛ̃]），法国中北部城市，勃艮第-弗朗什-孔泰大区约讷省的一个市镇，隶属于欧塞尔区，其市镇面积为28.6平方公里，2022年1月1日时人口数量为4,230人，在法国城市中排名第2,643位。
圣弗洛朗坦位于约讷省东北部，阿尔芒松河右岸，是一个区域性的中心城市，多条公路在此交汇。圣弗洛朗坦亦因出产同名奶酪而闻名。

## 地名来源
“弗洛朗坦”一名来源于同名天主教圣人，其为中世纪时的一名香槟贵族骑士。
法国大革命期间，当地曾被更名为“Mont-Armance”。

## 历史

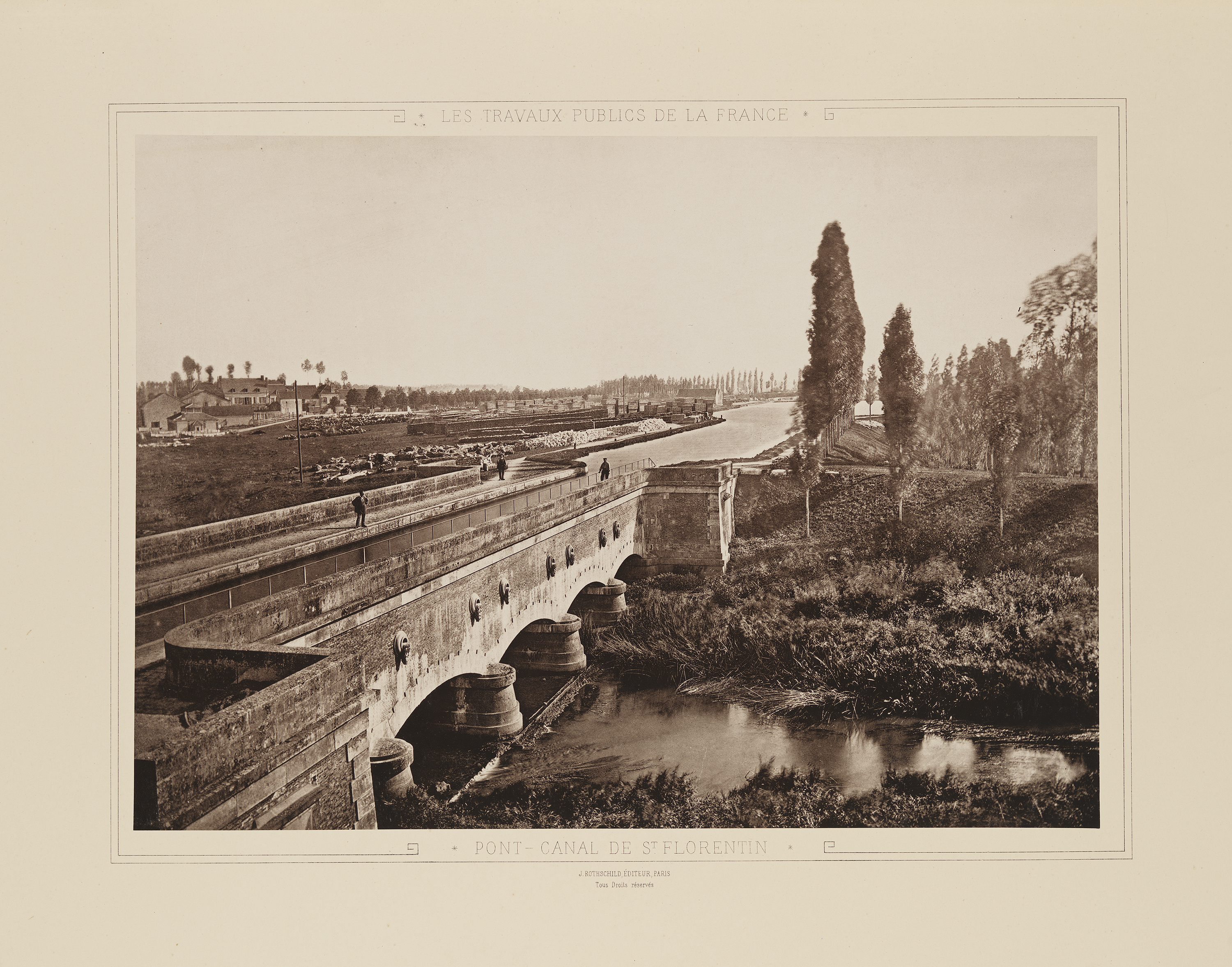
19世纪末的圣弗洛朗坦运河桥

圣弗洛朗坦在古典时期就已形成聚落，罗马人征服高卢后，多条道路在此处交汇，当地逐渐形成一处商业驿站。公元511年，勃艮第人的军队占领的圣弗洛朗坦。中世纪时，圣弗洛朗坦为特鲁瓦伯爵的一处领地，后于1284年被法兰西王室继承。英法百年战争期间，圣女贞德曾在从兰斯前往奥尔良的途中经停圣弗洛朗坦。18世纪时，路易十五的内阁大臣路易·费利波被授予“圣弗洛朗坦伯爵”的爵位，而他在巴黎的住所亦被命名为“圣弗洛朗坦街”。法国大革命后，圣弗洛朗坦成为约讷省的一个市镇，并在1793至1801年间为该省的一个地区行署。工业革命期间，途径圣弗洛朗坦的勃艮第运河及巴黎－马赛铁路相继建成通车。1877年，当地建成了弗洛朗坦地区博物馆。二战结束后，圣弗洛朗坦人口数量快速增加，当地出现了集中式居民区。1971年1月1日，阿夫罗勒整体并入圣弗洛朗坦。

## 地理

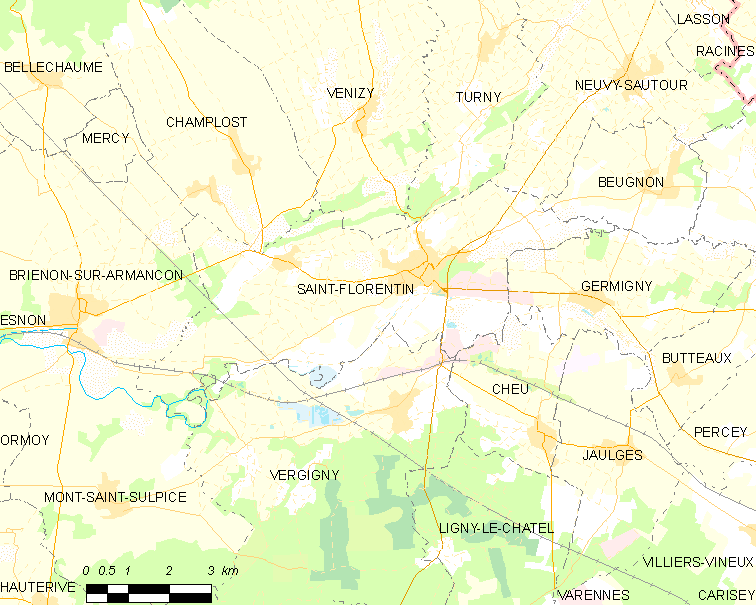
圣弗洛朗坦市镇范围地图

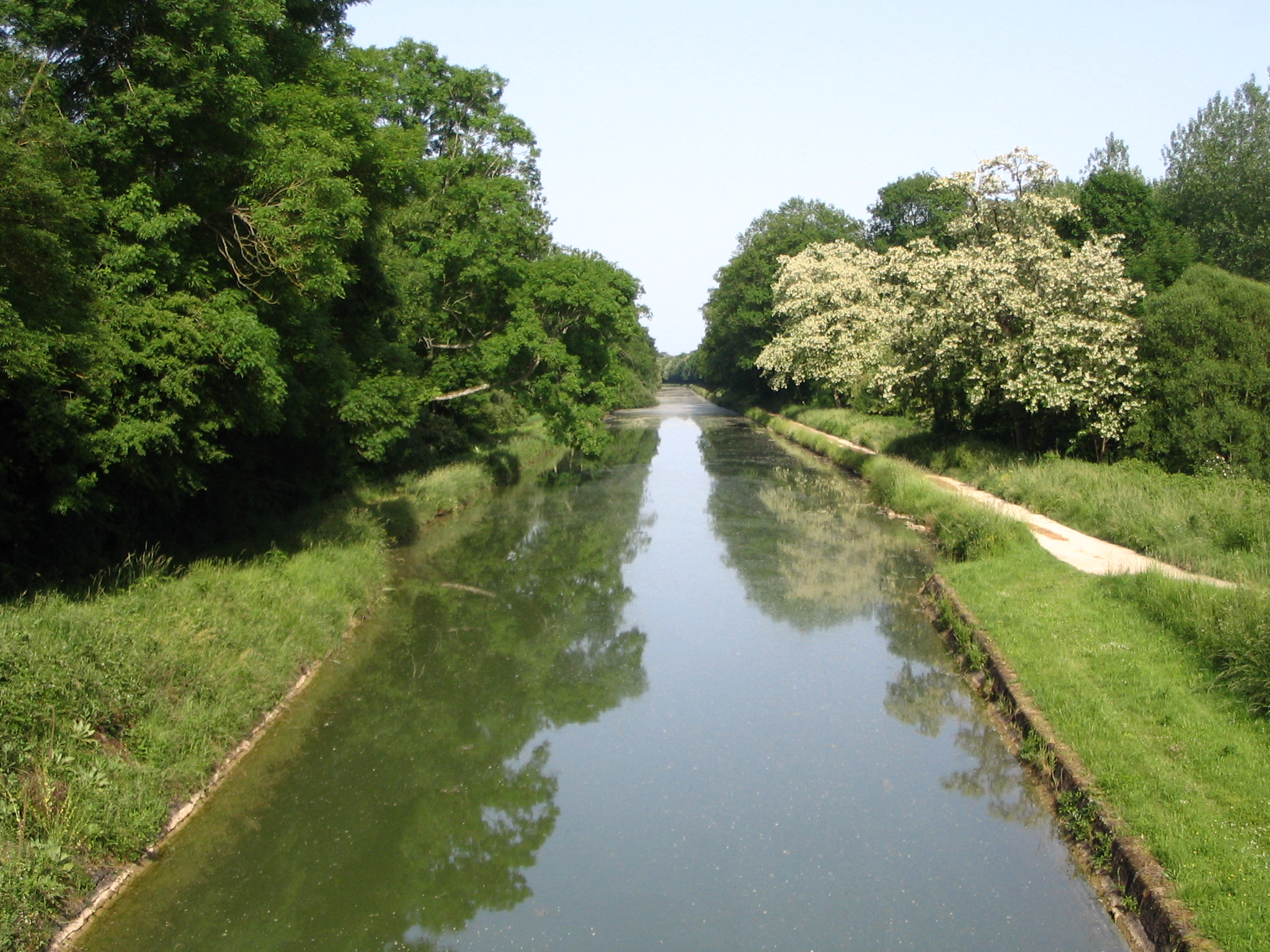
勃艮第运河圣弗洛朗坦段

圣弗洛朗坦位于法国中北部，勃艮第-弗朗什-孔泰大区西北部和约讷省东北部，距离省会欧塞尔大约28公里。与圣弗洛朗坦接壤的市镇包括：伯尼翁、尚普洛、谢于、阿尔芒松河畔布列农、热尔米尼、蒙圣叙尔皮斯、讷维索图尔、蒂尔尼、沃尼济和韦尔日尼。

### 地形
圣弗洛朗坦位于巴黎盆地东部腹地，境内以浅丘为主，市镇中心地势较为平坦，全境海拔在89到192米之间。

### 水文
阿尔芒松河自东向西流经圣弗洛朗坦境内南部，其右岸支流阿尔芒斯河则流经圣弗洛朗坦市区；人工开凿的勃艮第运河沿阿尔芒松河右岸平行经过圣弗洛朗坦，并通过一处运河桥跨越阿尔芒斯河。

### 植被
圣弗洛朗坦属于温带阔叶混交林区，林地多分布于河流附近，其中阿尔芒斯河畔的监税局公园（Parc de l'Octroi）是当地主要的城市绿地。
在鲜花城市的评比中，圣弗洛朗坦被评为1星级鲜花城市。

### 气候
圣弗洛朗坦在柯本气候分类法中属于温带海洋性气候，因其距离海岸线相对较远，故当地气候又有一定的大陆性特征。
距离圣弗洛朗坦最近的常年气象站位于利尼勒沙泰勒境内，以下为该气象站的数据（其中日照数据取自欧塞尔气象站）：
| 利尼勒沙泰勒 1981年－2019年 | 利尼勒沙泰勒 1981年－2019年 | 利尼勒沙泰勒 1981年－2019年 | 利尼勒沙泰勒 1981年－2019年 | 利尼勒沙泰勒 1981年－2019年 | 利尼勒沙泰勒 1981年－2019年 | 利尼勒沙泰勒 1981年－2019年 | 利尼勒沙泰勒 1981年－2019年 | 利尼勒沙泰勒 1981年－2019年 | 利尼勒沙泰勒 1981年－2019年 | 利尼勒沙泰勒 1981年－2019年 | 利尼勒沙泰勒 1981年－2019年 | 利尼勒沙泰勒 1981年－2019年 | 利尼勒沙泰勒 1981年－2019年 |
| 月份                        | 1月                         | 2月                         | 3月                         | 4月                         | 5月                         | 6月                         | 7月                         | 8月                         | 9月                         | 10月                        | 11月                        | 12月                        | 全年                        |
| --------------------------- | --------------------------- | --------------------------- | --------------------------- | --------------------------- | --------------------------- | --------------------------- | --------------------------- | --------------------------- | --------------------------- | --------------------------- | --------------------------- | --------------------------- | --------------------------- |
| 历史最高温 °C（°F）         | 16.4 (61.5)                 | 21.2 (70.2)                 | 25.5 (77.9)                 | 29 (84)                     | 32.1 (89.8)                 | 38.6 (101.5)                | 40.2 (104.4)                | 40.7 (105.3)                | 33.4 (92.1)                 | 30.3 (86.5)                 | 23.5 (74.3)                 | 18.6 (65.5)                 | 40.7 (105.3)                |
| 平均高温 °C（°F）           | 6.4 (43.5)                  | 7.9 (46.2)                  | 12.1 (53.8)                 | 15.5 (59.9)                 | 19.8 (67.6)                 | 23.1 (73.6)                 | 25.9 (78.6)                 | 25.6 (78.1)                 | 21.3 (70.3)                 | 16.4 (61.5)                 | 10.2 (50.4)                 | 6.7 (44.1)                  | 15.9 (60.6)                 |
| 日均气温 °C（°F）           | 3.4 (38.1)                  | 4.1 (39.4)                  | 7.4 (45.3)                  | 10 (50)                     | 14.1 (57.4)                 | 17.2 (63.0)                 | 19.6 (67.3)                 | 19.3 (66.7)                 | 15.7 (60.3)                 | 11.9 (53.4)                 | 6.8 (44.2)                  | 4 (39)                      | 11.1 (52.0)                 |
| 平均低温 °C（°F）           | 0.5 (32.9)                  | 0.4 (32.7)                  | 2.7 (36.9)                  | 4.5 (40.1)                  | 8.3 (46.9)                  | 11.3 (52.3)                 | 13.3 (55.9)                 | 12.9 (55.2)                 | 10 (50)                     | 7.3 (45.1)                  | 3.4 (38.1)                  | 1.2 (34.2)                  | 6.3 (43.3)                  |
| 历史最低温 °C（°F）         | −22 (−8)                    | −15.5 (4.1)                 | −13.5 (7.7)                 | −5.4 (22.3)                 | −0.9 (30.4)                 | 1.6 (34.9)                  | 4 (39)                      | 3.3 (37.9)                  | 1.5 (34.7)                  | −5.5 (22.1)                 | −10 (14)                    | −15 (5)                     | −22 (−8)                    |
| 平均降水量 mm（）           | 61.5 (2.42)                 | 54.6 (2.15)                 | 57.6 (2.27)                 | 62.8 (2.47)                 | 72.8 (2.87)                 | 63 (2.5)                    | 61.3 (2.41)                 | 55.5 (2.19)                 | 65.4 (2.57)                 | 73.7 (2.90)                 | 67.7 (2.67)                 | 72 (2.8)                    | 767.9 (30.23)               |
| 月均日照時數                | 64.4                        | 85.6                        | 139.7                       | 175.3                       | 200.1                       | 215.9                       | 233.2                       | 224.2                       | 176.4                       | 118.4                       | 64.2                        | 51.4                        | 1,748.8                     |
| 来源：infoclimat.fr         |                             |                             |                             |                             |                             |                             |                             |                             |                             |                             |                             |                             |                             |

## 行政区划
圣弗洛朗坦的市镇编号为89345，邮政编号为89600。
在行政管理方面，圣弗洛朗坦隶属于法国勃艮第-弗朗什-孔泰大区约讷省欧塞尔区；在地方选举方面，圣弗洛朗坦是圣弗洛朗坦县的中央投票站所在地，其市镇范围全境被划入约讷省第二选区；在社会管理方面，圣弗洛朗坦是瑟兰河-阿尔芒斯河市镇公共社区的办公驻地。
截至2024年4月，圣弗洛朗坦市镇范围内暂无任何城市敏感街区及城市政策优先街区。
法国国家统计与经济研究所（简称）在进行数据统计时，将圣弗洛朗坦市镇单独设为圣弗洛朗坦城市核心区以及圣弗洛朗坦城市区。自2020年起，圣弗洛朗坦城市区被包含19个市镇的圣弗洛朗坦城市辐射区代替。此外，还将圣弗洛朗坦市镇整体看作一个“块区”（IRIS），以便于统计人口分布情况。

## 交通

### 公路
法国国道N77线和约讷省省道D30线、D61线、D61A线、D78线、D334线、D905线和D943线在圣弗洛朗坦境内交汇。勃艮第-弗朗什-孔泰大区下属的城际客运提供巴士线路，可前往欧塞尔和特鲁瓦。
| 19 | 32 |

| 20 | 27 |

| 欧塞尔 | 28 |

| 莫内托 | 23 |

| 特鲁瓦 | 48 |

| 托内尔 | 27 |

| 茹瓦尼 | 27 |

| 米热讷 | 17 |

2018年，58.8%的圣弗洛朗坦家庭拥有至少一辆私人汽车。2019年，圣弗洛朗坦境内共发生各类交通事故1起，造成1人受伤。

### 铁路
圣弗洛朗坦-韦尔日尼站位于巴黎－马赛铁路上，其站址位于韦尔日尼的市镇范围内，距离圣弗洛朗坦市区大约2公里，该站停靠往返于巴黎和第戎一线的区域列车，部分班次可直达里昂和欧塞尔。

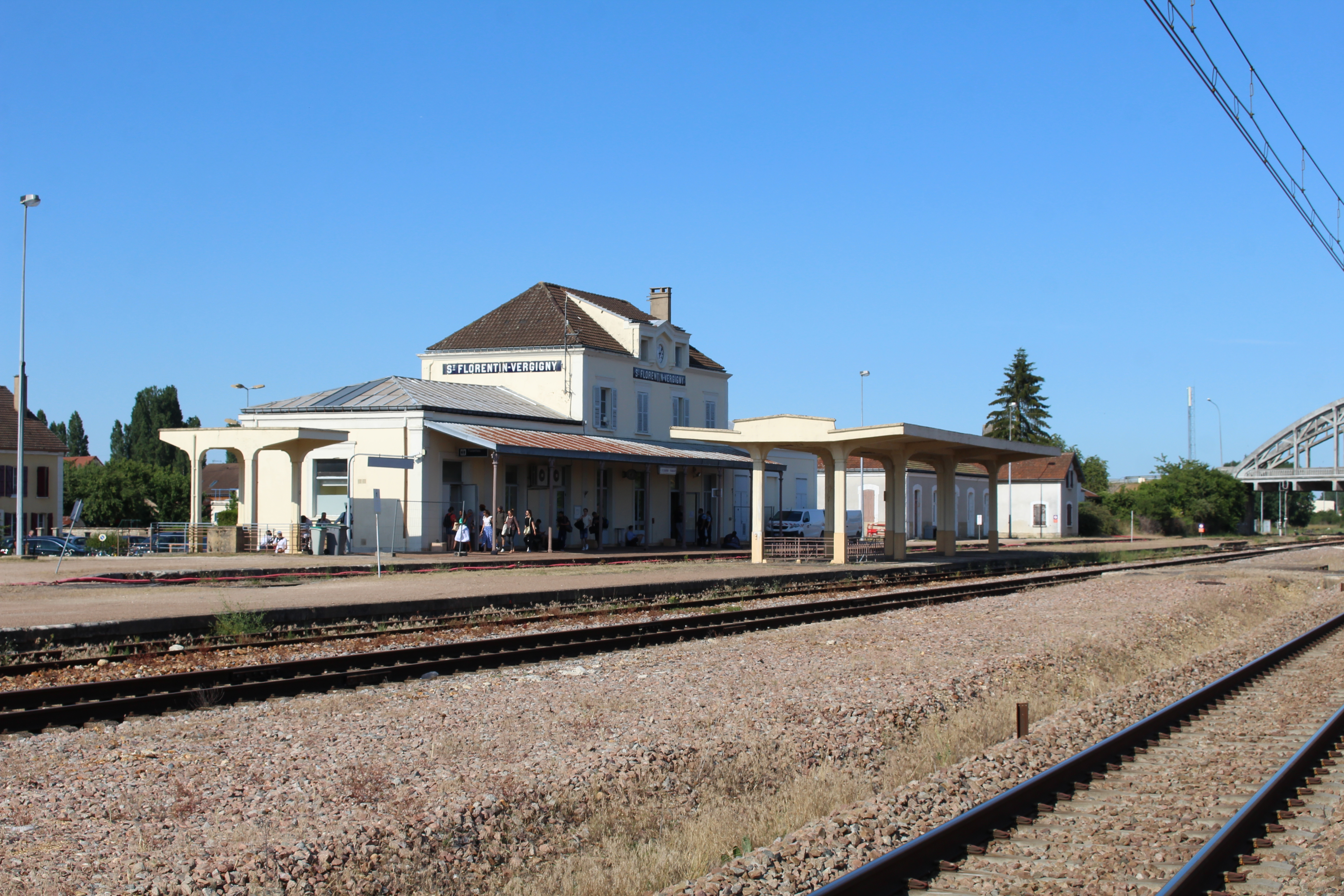
圣弗洛朗坦-韦尔日尼火车站

东南高速铁路经过圣弗洛朗坦境内，但未设有车站。

### 航空
距离圣弗洛朗坦最近的民用航空站为巴黎-奥利机场，距离圣弗洛朗坦市中心的公路里程约161公里。

### 城市公共交通
截至2024年4月，圣弗洛朗坦暂无城市公共交通系统。

## 政治

### 市政内阁

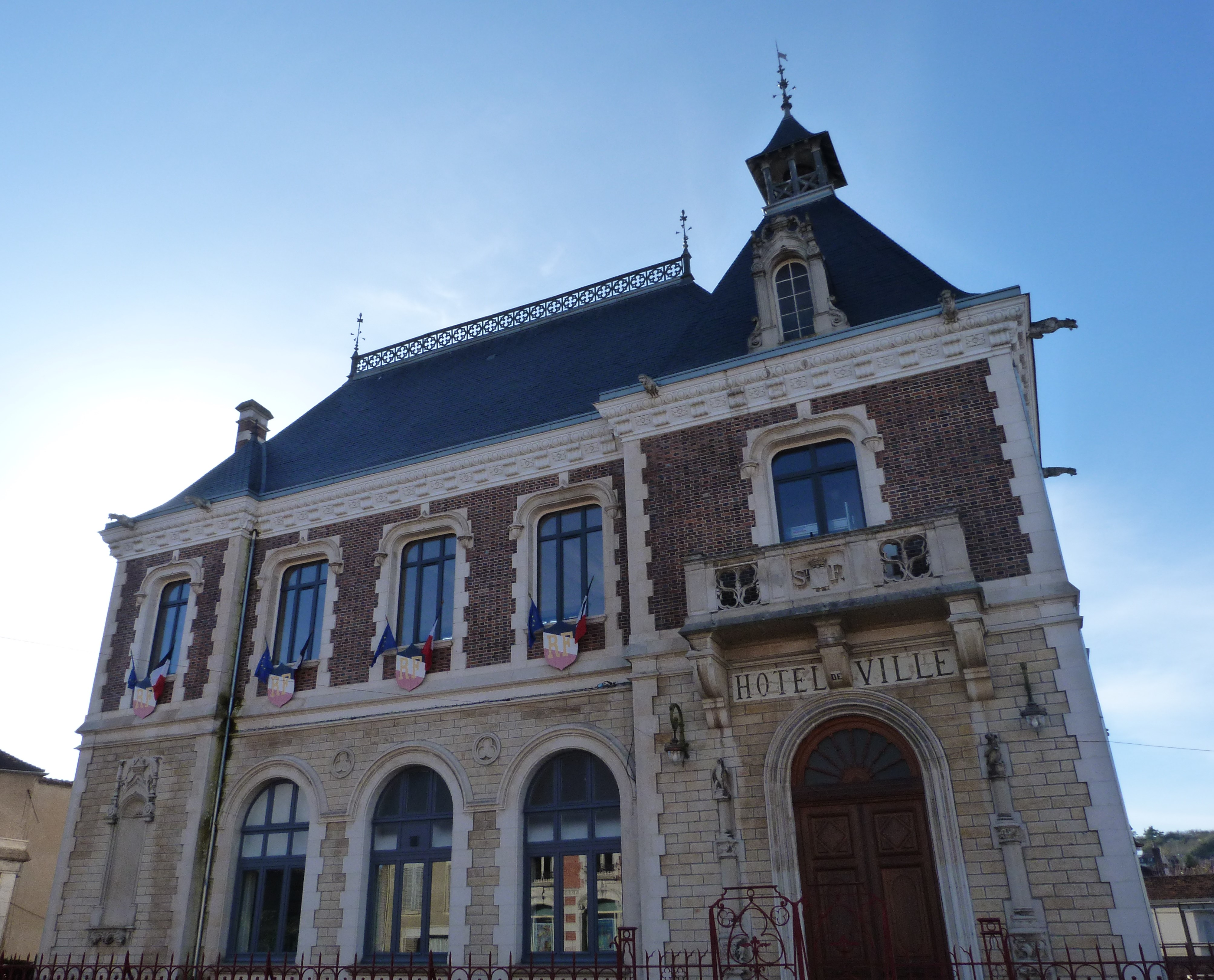
圣弗洛朗坦市政厅

圣弗洛朗坦的现任市长为伊夫·德洛先生（Yves DELOT），他是共和党的一名成员，在2020年的市政选举中获得了100%的支持率（无其他候选人）。
| 圣弗洛朗坦历届市长 | 圣弗洛朗坦历届市长               | 圣弗洛朗坦历届市长                          |
| 任期               | 市长                             | 党派                                        |
| ------------------ | -------------------------------- | ------------------------------------------- |
| 1944年－1952年     | Pierre COUDRAY 皮埃尔·库德雷     | 不详                                        |
| 1952年－1971年     | Louis DUBOST 路易·迪博           | 不详                                        |
| 1971年－1974年     | Robert GOURMAND 罗贝尔·古尔芒    | RI独立激进党                                |
| 1974年－1984年     | Jean-Paul LEFÈVRE 让-保罗·勒菲弗 | 不详                                        |
| 1985年－1989年     | Henri MONTANDON 亨利·蒙唐东      | 無黨籍                                      |
| 1989年－2001年     | Jean LANCRAY 让·朗克赖           | UDF法国民主联盟 →PR法国共和人党 →DL民主自由 |
| 2001年－2004年     | Gérard MAGNE 热拉尔·马涅         | UDF法国民主联盟 →UMP人民运动联盟            |
| 2004年－2008年     | Josette CHABOZ 若塞特·沙博       | UMP人民运动联盟                             |
| 2008年－           | Yves DELOT 伊夫·德洛             | UMP人民运动联盟 →LR共和黨                   |

### 各级选举
| 圣弗洛朗坦历届投票选举结果 | 圣弗洛朗坦历届投票选举结果 | 圣弗洛朗坦历届投票选举结果 | 圣弗洛朗坦历届投票选举结果 | 圣弗洛朗坦历届投票选举结果     | 圣弗洛朗坦历届投票选举结果 | 圣弗洛朗坦历届投票选举结果 | 圣弗洛朗坦历届投票选举结果     | 圣弗洛朗坦历届投票选举结果 | 圣弗洛朗坦历届投票选举结果 |
| 选举项目                   | 选举范围                   | 选区单位                   | 选举结果                   | 选举结果                       | 选举结果                   | 选举结果                   | 选举结果                       | 选举结果                   | 参考资料                   |
| 选举项目                   | 选举范围                   | 选区单位                   | 第一轮胜出者               | 第一轮胜出者                   | 支持率                     | 第二轮胜出者               | 第二轮胜出者                   | 支持率                     | 参考资料                   |
| -------------------------- | -------------------------- | -------------------------- | -------------------------- | ------------------------------ | -------------------------- | -------------------------- | ------------------------------ | -------------------------- | -------------------------- |
| 2017年法國總統選舉         | 法國                       | 市镇                       |                            | 玛丽娜·勒庞                    | 26.81%                     |                            | 埃马纽埃尔·马克龙              | 60.01%                     | [ 21 ]                     |
| 2017年法国立法选举         | 约讷省第二选区             | 市镇                       |                            | 让-伊夫·科莱                   | 28.23%                     |                            | 安德烈·维利耶                  | 52.5%                      | [ 21 ]                     |
| 2019年欧洲议会选举         | 法國                       | 市镇                       |                            | 若尔当·巴尔代拉                | 34.73%                     | （不适用）                 | （不适用）                     | （不适用）                 | [ 23 ]                     |
| 2021年法国省级选举         | 约讷省                     | 县                         |                            | 热拉尔·安德烈 玛丽-洛尔·卡皮坦 | 40.47%                     |                            | 热拉尔·安德烈 玛丽-洛尔·卡皮坦 | 64.63%                     | [ 24 ]                     |
| 2021年法国省级选举         | 约讷省                     | 市镇                       |                            | 热拉尔·安德烈 玛丽-洛尔·卡皮坦 | 45.26%                     |                            | 热拉尔·安德烈 玛丽-洛尔·卡皮坦 | 66.5%                      | [ 24 ]                     |
| 2021年法国大区选举         |                            | 市镇                       |                            | 朱利安·奥杜尔                  | 32.87%                     |                            | 玛丽-吉特·迪费                 | 38.77%                     | [ 25 ]                     |
| 2022年法国总统选举         | 法國                       | 市镇                       |                            | 玛丽娜·勒庞                    | 31.15%                     |                            | 埃马纽埃尔·马克龙              | 54.05%                     | [ 21 ]                     |
| 2022年法国立法选举         | 约讷省第二选区             | 市镇                       |                            | 奥德蕾·洛佩斯                  | 32.28%                     |                            | 安德烈·维利耶                  | 51.96%                     | [ 21 ]                     |

## 人口
2021年，圣弗洛朗坦市镇人口数量为4,220，在法国排名第2,643位。其中男性2,051人，女性2,160人，75岁及以上人口占12.2%，外籍人口数量为549人，人口密度为148人/平方公里，当地居民被称为（男性）或（女性）。2022年，圣弗洛朗坦境内出生38人，死亡人口75人。
| 圣弗洛朗坦1901年－2021年人口变化情况                    |
|                                                         |
| 圣弗洛朗坦 圣弗洛朗坦+阿夫罗勒 数据来源：Cassini、INSEE |

## 经济
圣弗洛朗坦是一个区域性的中心城市。截止2024年4月，圣弗洛朗坦市镇范围内共有各类用人单位（包含自雇）591家，平均历史为19年，其中97.99%为中小型企业（PME），2024年2月至4月间，当地的经济活力指数为0.34%。（塑料制品）、（金属构件生产）及（通讯工程）是当地2021年营业额最高的三个企业，分别为57,742,327欧元、34,999,866欧元和18,399,864欧元。

## 财政与居民收入
2022年，圣弗洛朗坦的财政收入总额为6,970,920欧元，财政支出总额为6,119,720欧元，当年的债务总额为5,841,100欧元。2022年，圣弗洛朗坦市镇通过增值税获得490,090欧元的收入，此外当地还共获得了1,285,460欧元的国家直接财政补助。
| 圣弗洛朗坦居民收入情况                           | 圣弗洛朗坦居民收入情况 | 圣弗洛朗坦居民收入情况 | 圣弗洛朗坦居民收入情况 |
| 内容                                             | 圣弗洛朗坦             | 法国                   | 统计年份               |
| ------------------------------------------------ | ---------------------- | ---------------------- | ---------------------- |
| 征税家庭总数                                     | 2,647                  | 1,081（法国市镇平均）  | 2022年                 |
| 居民平均月收入                                   | 1,871欧元              | 2,435欧元              | 2022年                 |
| 高级职员人均月收入                               | 3,375欧元              | 4,331欧元              | 2021年                 |
| 中级职员人均月收入                               | 2,218欧元              | 2,470欧元              | 2021年                 |
| 普通职员人均月收入                               | 1,650欧元              | 1,801欧元              | 2021年                 |
| 贫困率                                           | 28%                    | 14.5%                  | 2020年                 |
| 青壮年（15至64岁）失业率                         | 16.5%                  | 7.4%                   | 2020年                 |
| 征税家庭数量占比                                 | 30.1%                  | 45.5%                  | 2020年                 |
| 家庭年均纳税                                     | 1,746欧元              | 4,393欧元              | 2022年                 |
| 资料来源：INSEE、L'Internaute、Le Journal du Net |                        |                        |                        |

## 社会事务

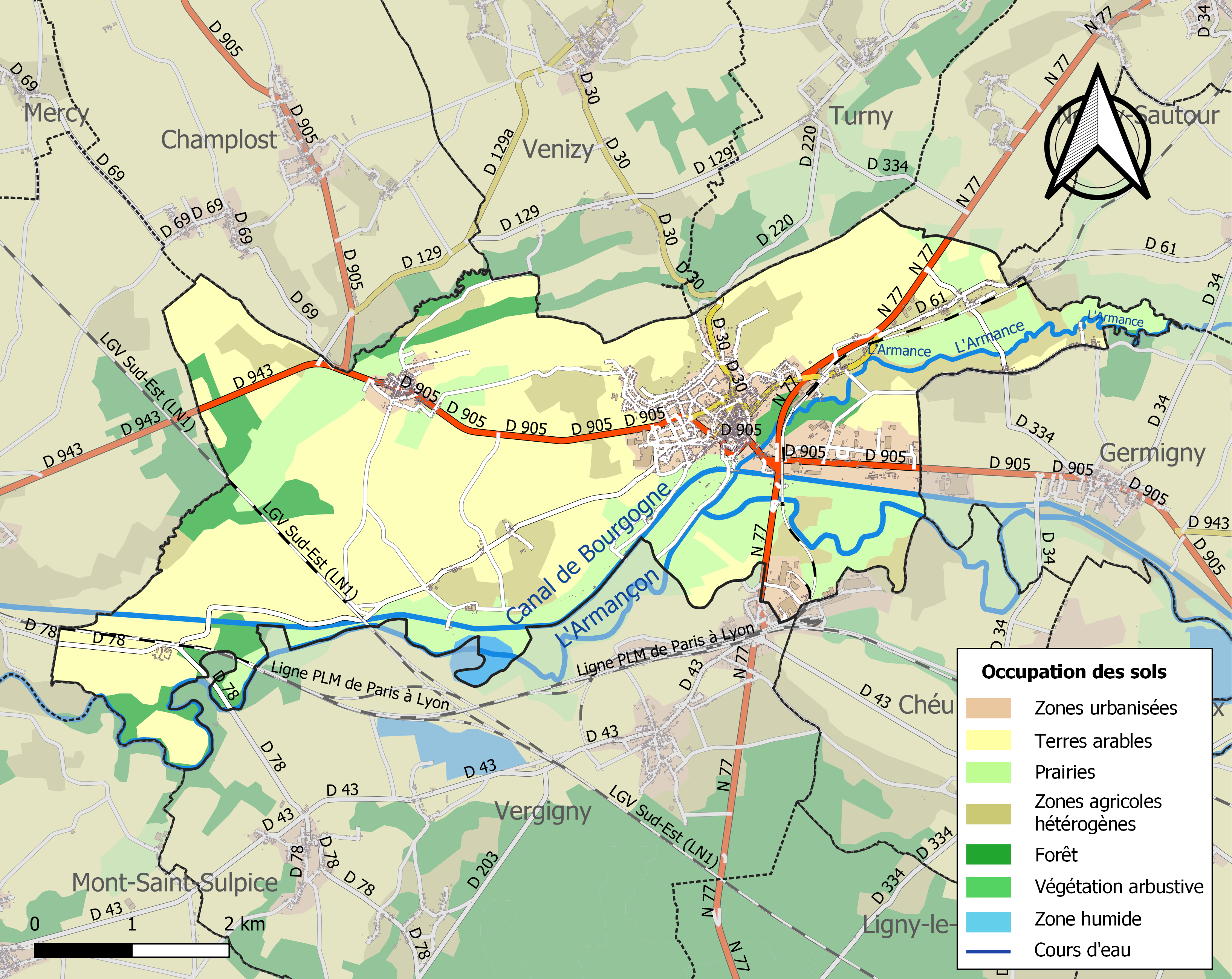
圣弗洛朗坦土地利用情况地图

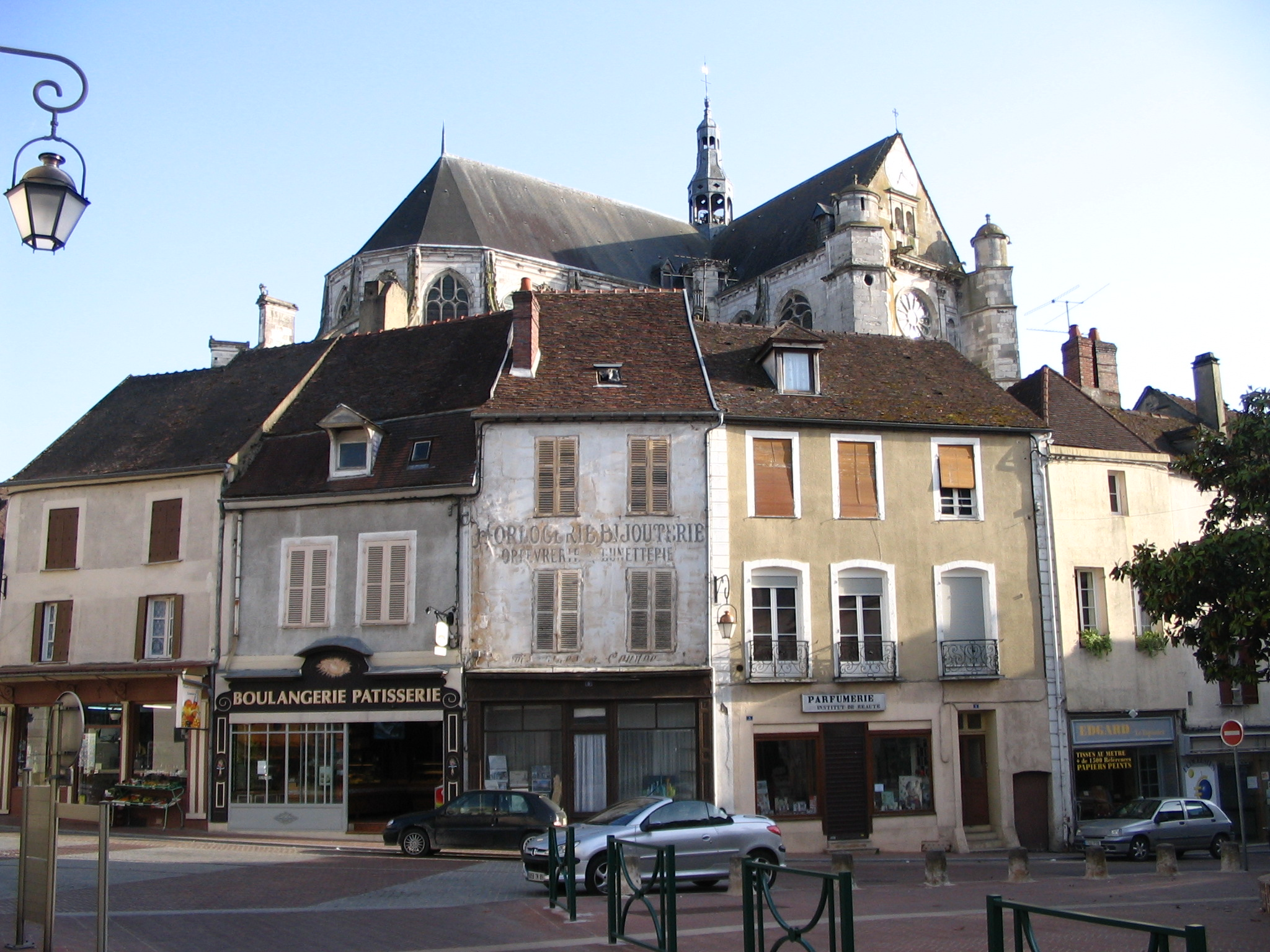
圣弗洛朗坦镇中心

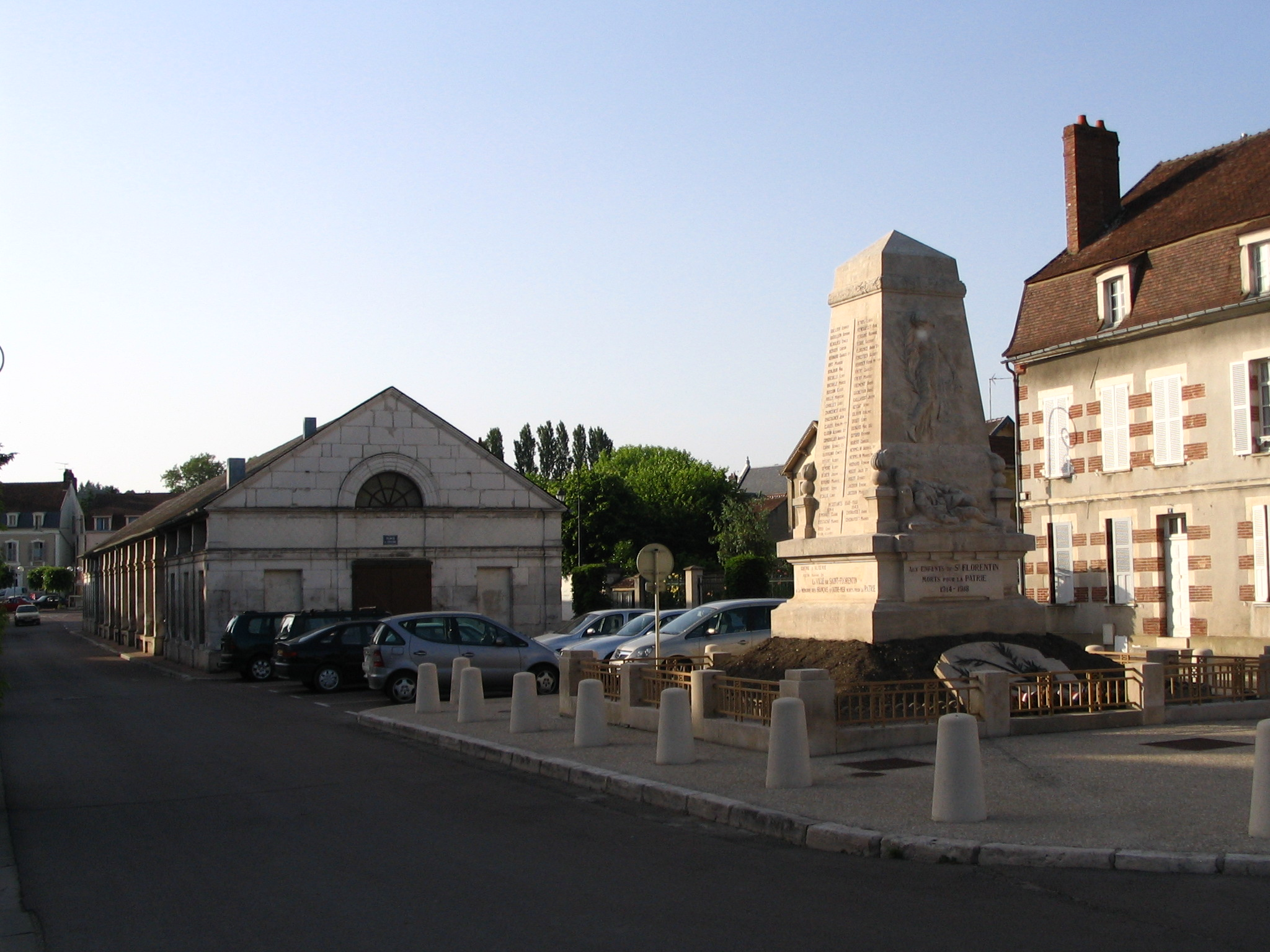
小麦集市广场

### 教育
圣弗洛朗坦属于第戎学区。截止2020年1月1日，圣弗洛朗坦境内共有1所幼儿园、2所小学和1所初级中学。2018至2019学年度，圣弗洛朗坦境内共有在校中等教育阶段学生529名。

### 医疗
截止2020年1月1日，圣弗洛朗坦境内共有全科医生6名、保健师3名、牙医4名、护士11名和助产士1名。境内共有药房3家、养老院2家。
距离圣弗洛朗坦最近的区域性医疗机构为欧塞尔中心医院（Centre Hospitalier d'Auxerre），其主病区位于欧塞尔市区西北部，距离圣弗洛朗坦市区的正常车程大约35分钟，该院设有床位572个，是当地规模最大的公立综合性医院。

### 住房
2018年，圣弗洛朗坦境内共有各类住房2,490套，其中58.7%为独立式居民区，40.8%为集中式居民区。常住房屋占圣弗洛朗坦市镇范围内居民建筑总量的77.3%。
在住房保障政策方面，2020年，圣弗洛朗坦境内共有674户家庭获得了住房经济补助，受益人数占总人口数量的15.4%，其中631份为房租补助。

### 商业
2019年，圣弗洛朗坦境内共有各类实体商铺123家，其中餐厅17家、大型超市5家、杂货店4家、面包房3家、肉铺7家、书店2家、装饰品店2家、银行门店8家、美容美发店9家、汽车维修店12家。市区西部和北部分别建有一家Intermarché和一家Aldi大型综合超市。

### 体育
2020年，圣弗洛朗坦境内共有1家游泳池、1座综合体育场、3处网球场、1处足球或橄榄球场、2处篮球或排球场以及2处高尔夫球场。
截至2024年4月，圣弗洛朗坦境内共有两家注册足球俱乐部。圣弗洛朗坦人足球俱乐部（Football Club Florentinois，编号560110）是当地的代表性足球队，其主队2023至2024赛季未参加任何足球联赛，其主场让·朗克赖市政球场（Stade Municipal Jean Lancray）位于市区东部。

### 环境
圣弗洛朗坦的环境事务由其所属的瑟兰河-阿尔芒斯河市镇公共社区负责。2019年，圣弗洛朗坦境内共有3家污染企业。

### 治安
2019年，圣弗洛朗坦市镇范围内有1处宪兵队。
圣弗洛朗坦所在地是欧塞尔国家宪兵队（zone gendarmerie d'Auxerre）的管辖范围。2020年，该宪兵队辖区内共159个市镇累计发生各类案件3,583起，其中盗窃类案件1,517起，经济类案件897起，毒品交易类案件214起。

## 文化
2020年，圣弗洛朗坦境内暂无任何文化设施。圣弗洛朗坦市政府提供市政图书馆，每周一、二、四、五、六向公众开放。

### 建筑
圣弗洛朗坦境内有多处历史建筑，其中镇中心的圣弗洛朗坦教堂是法国国家文物保护单位，也是当地的地标性建筑物。

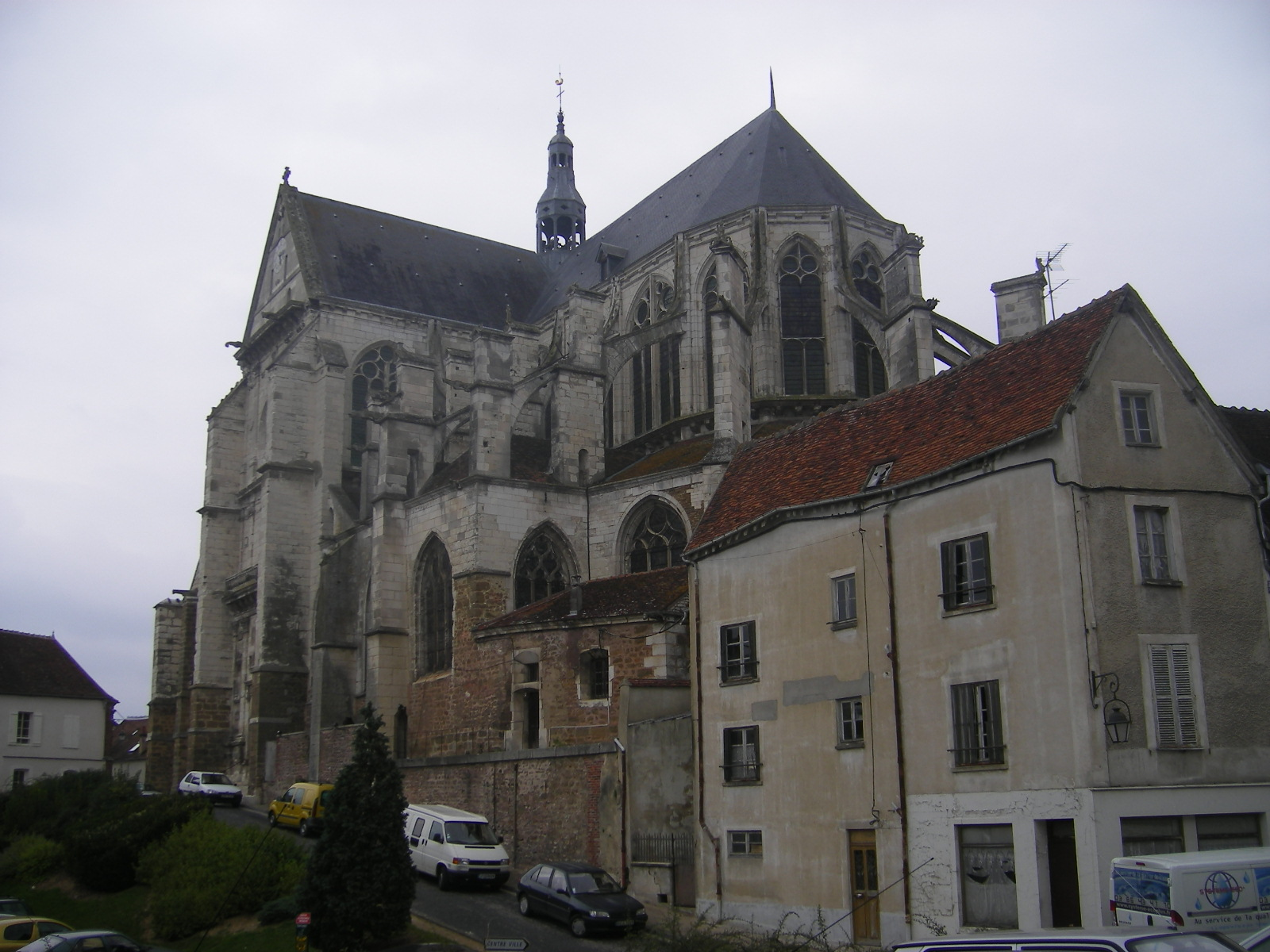
圣弗洛朗坦教堂（法语：Église Saint-Florentin de Saint-Florentin）
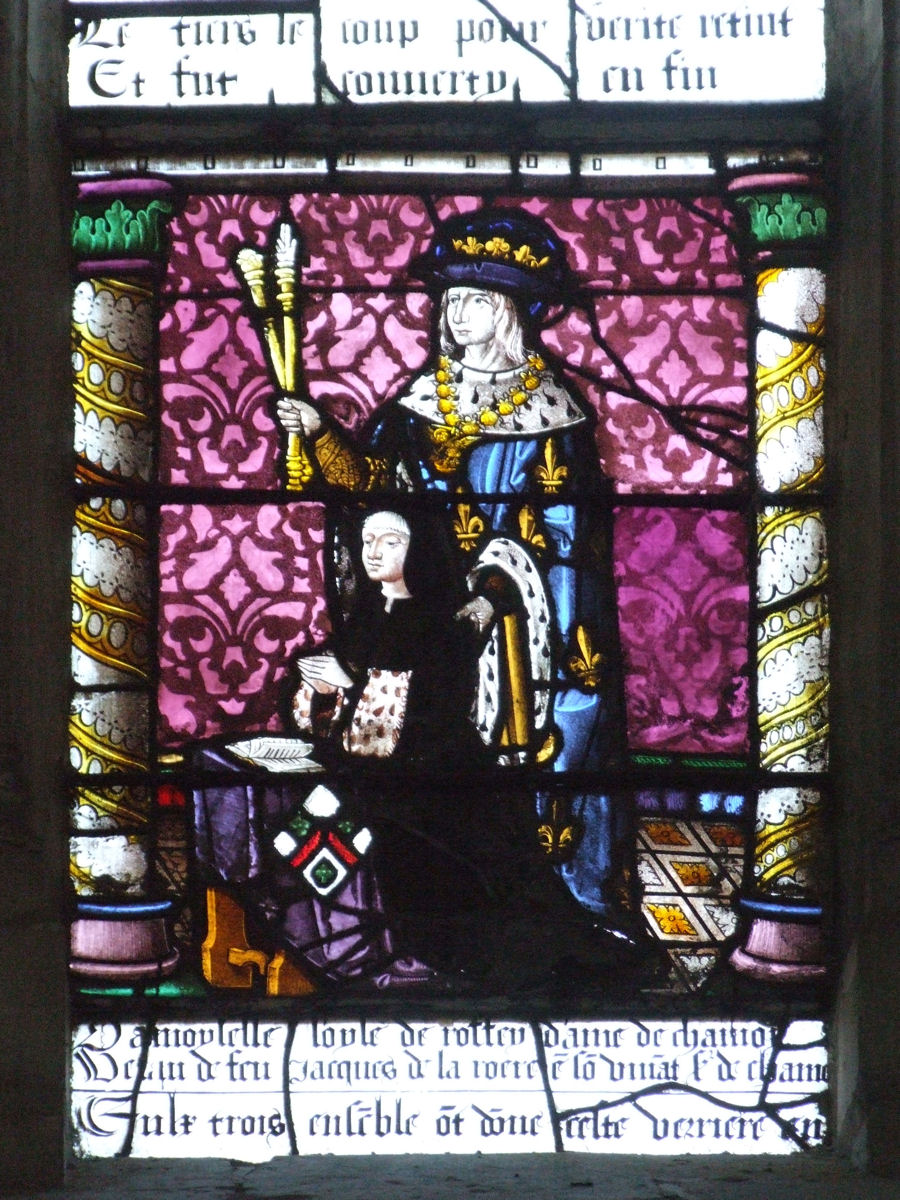
教堂窗画
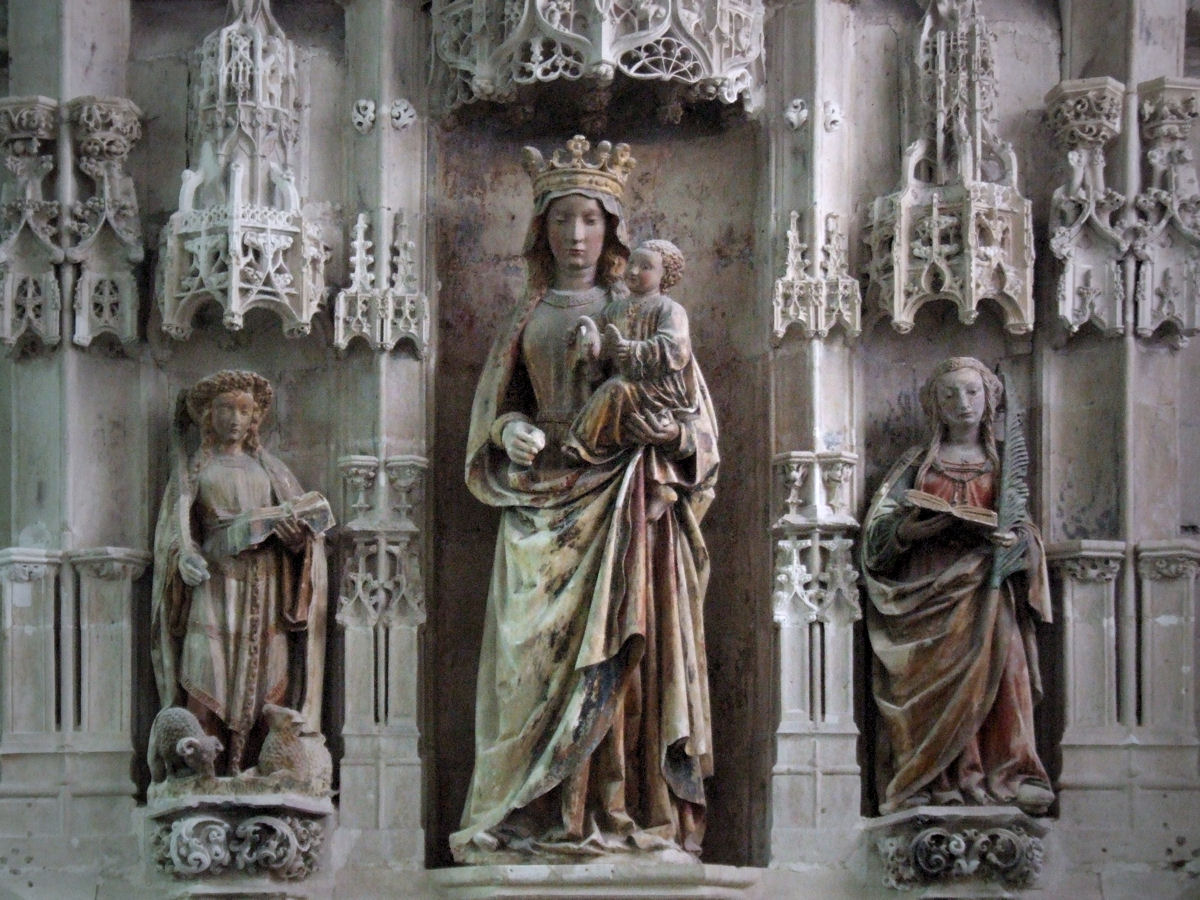
教堂内的人物雕像
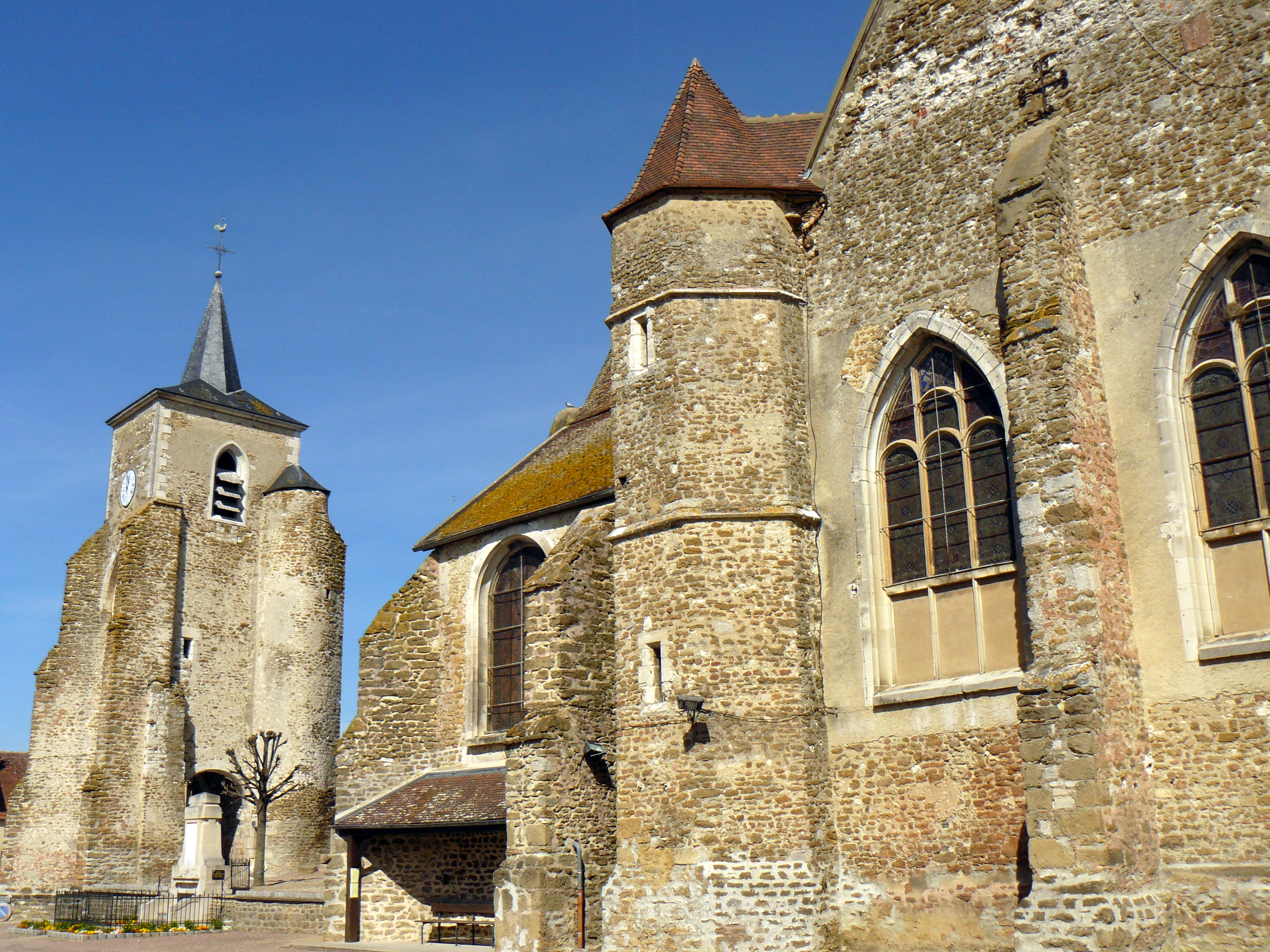
阿夫罗勒教堂
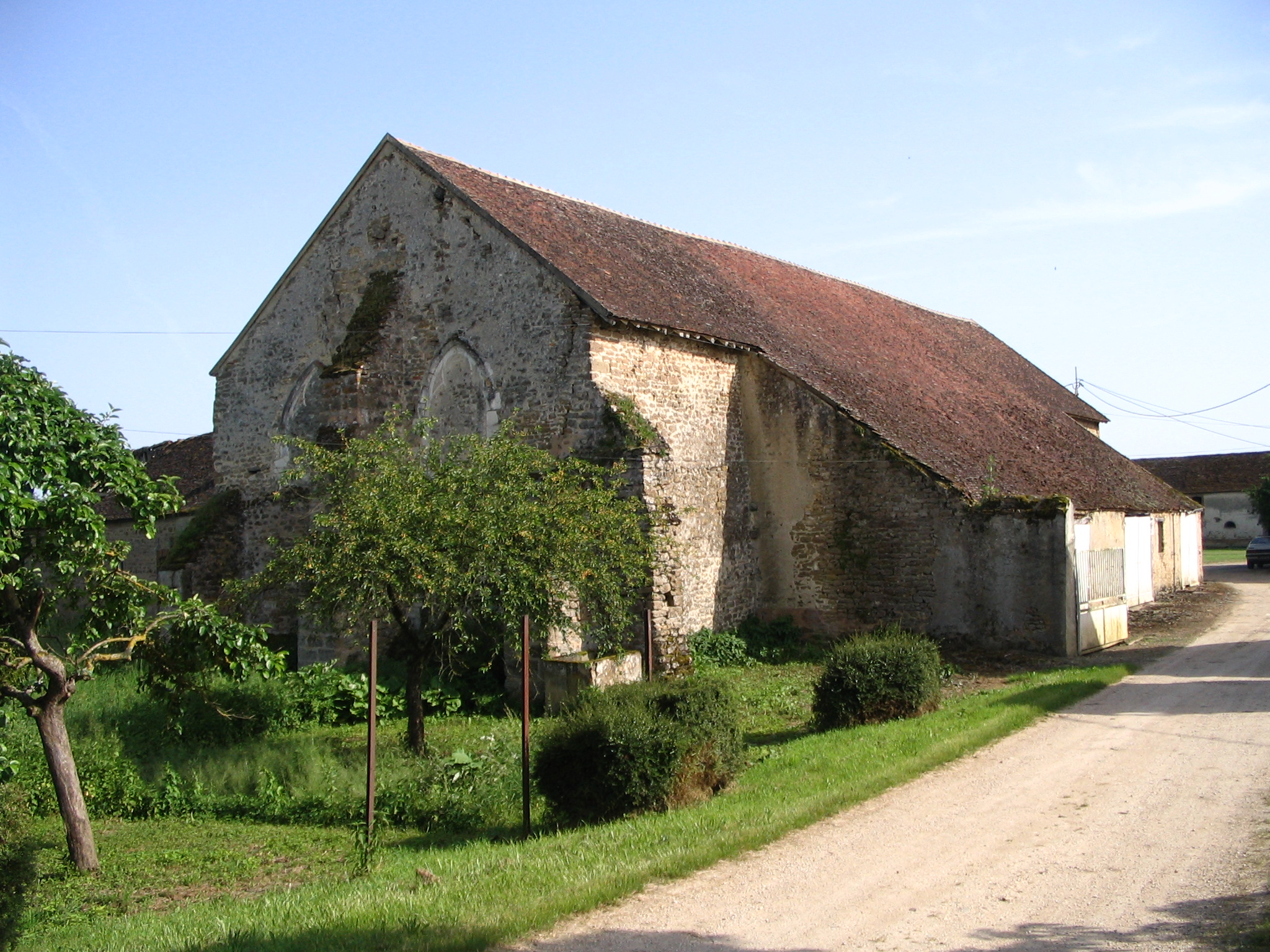
克雷西小教堂
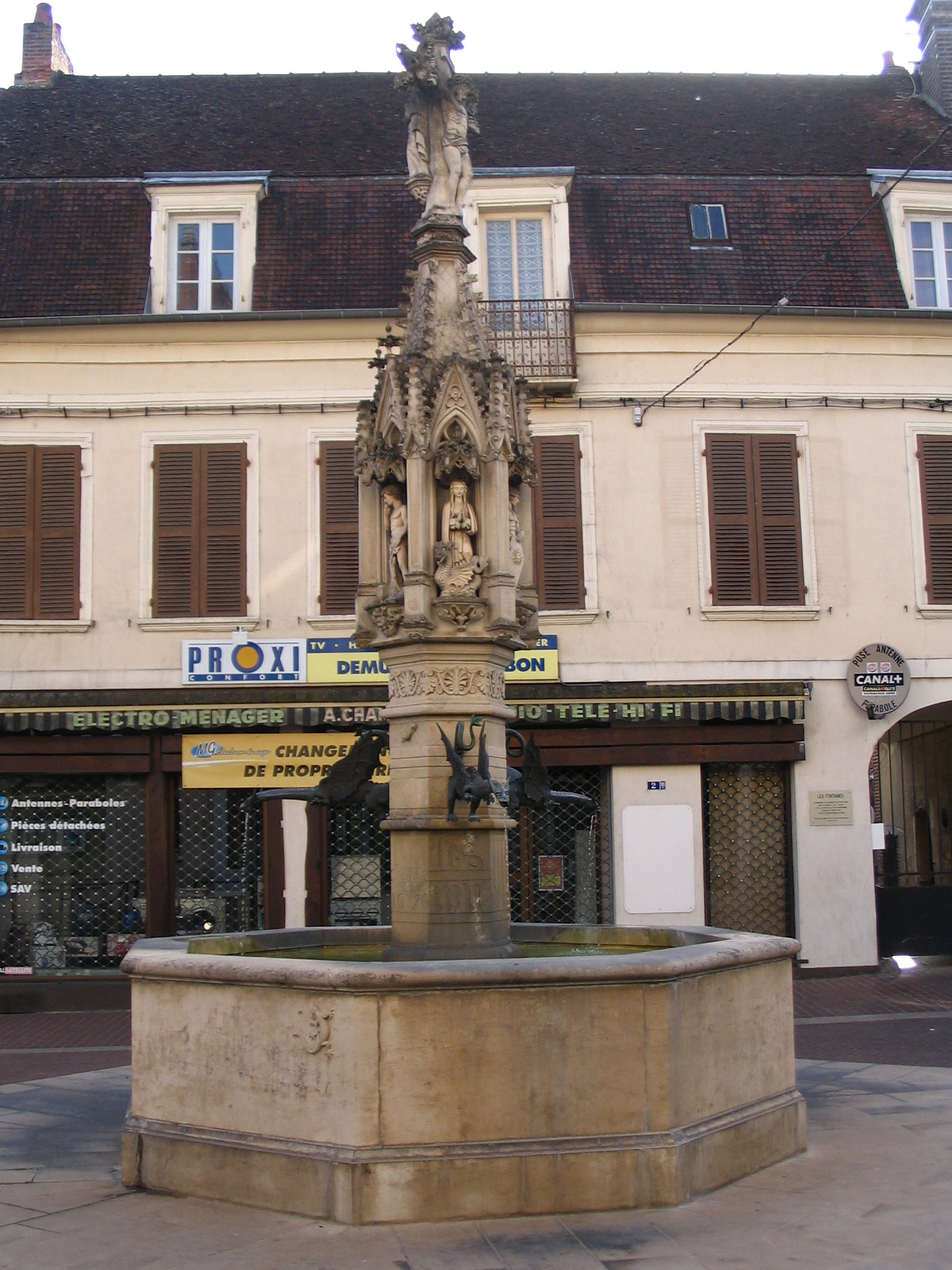
喷泉
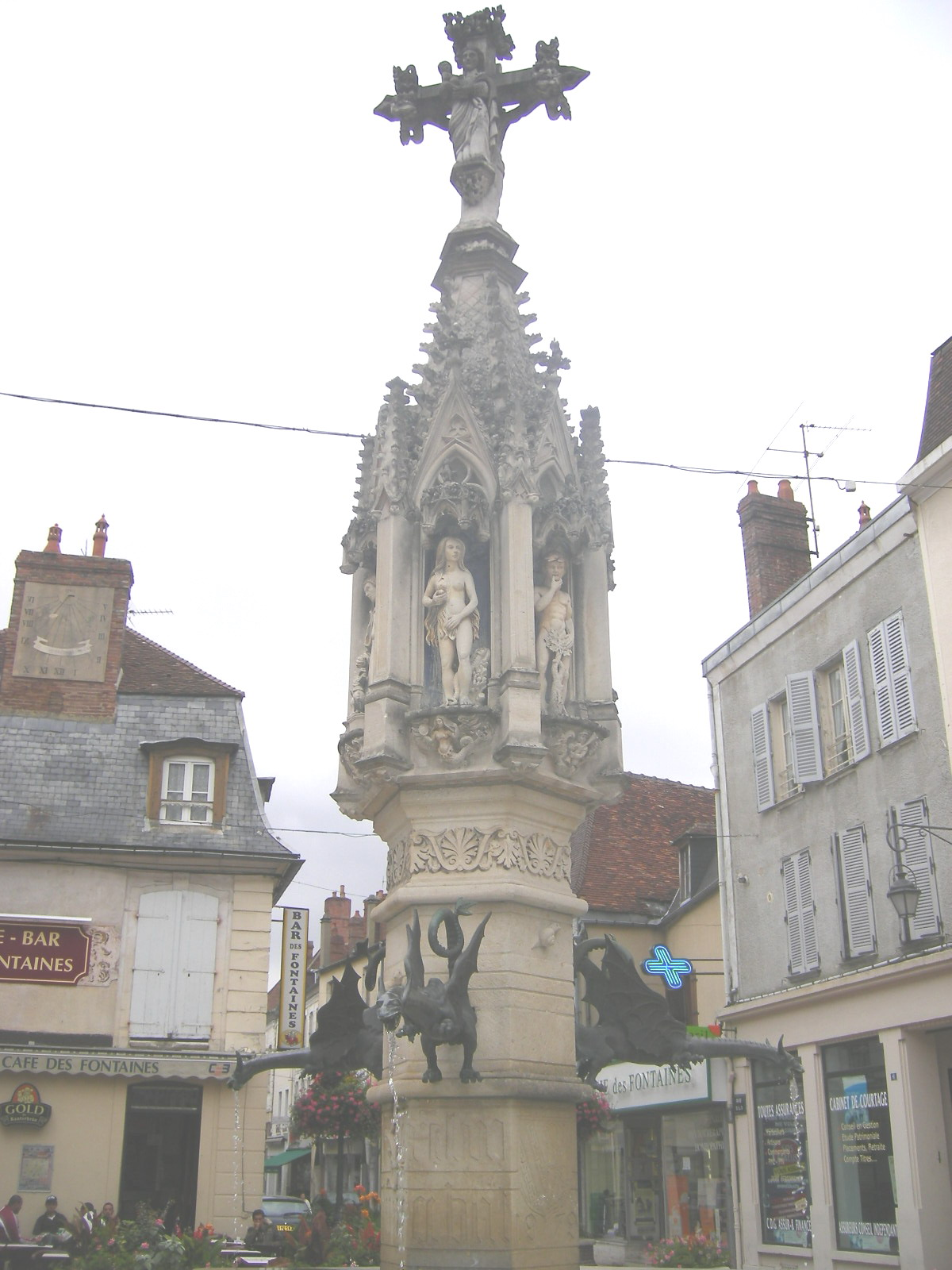
十字架
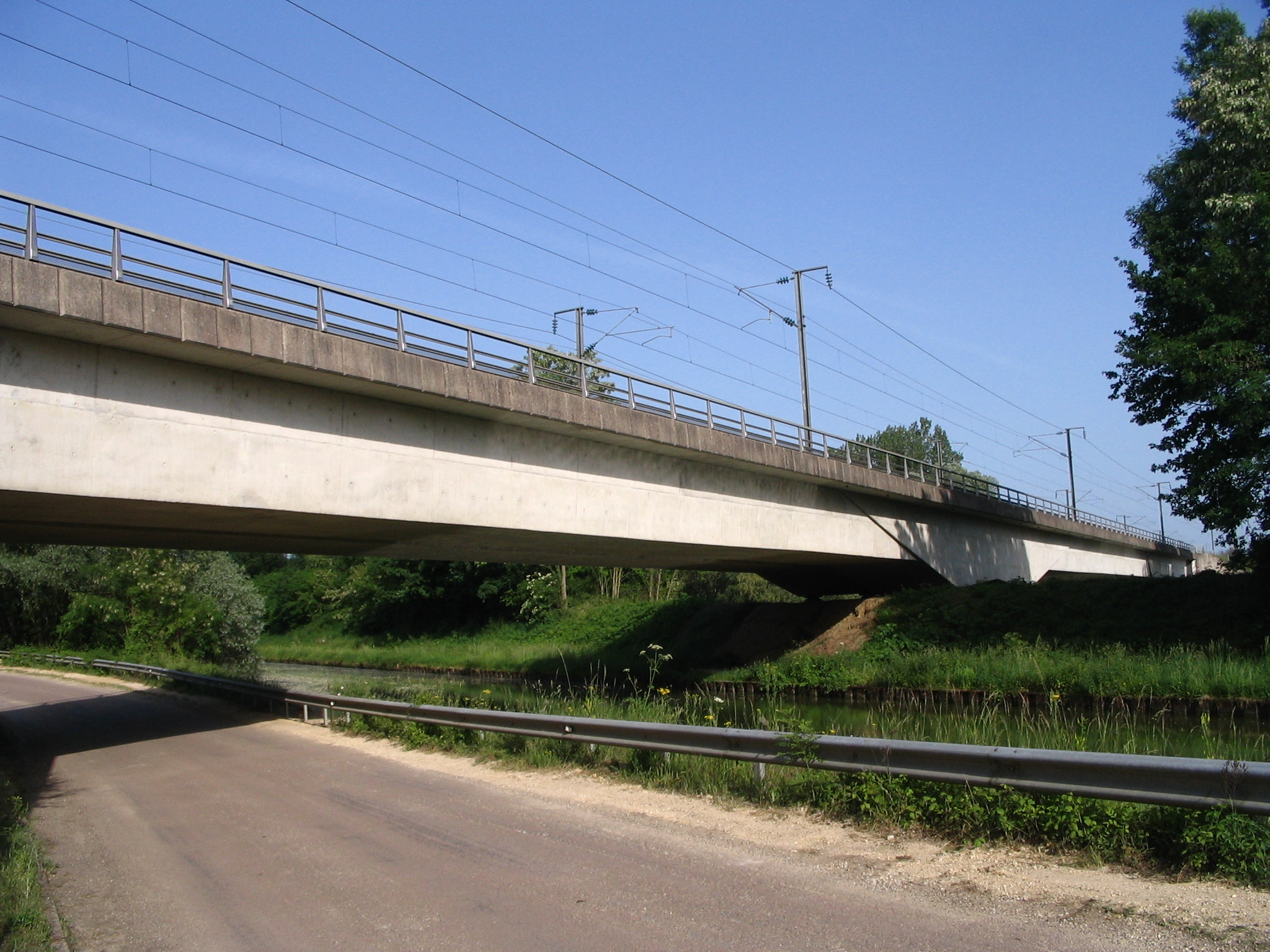
高铁桥

### 旅游
圣弗洛朗坦的旅游事务由其所属的瑟兰河-阿尔芒斯河市镇公共社区负责。2021年，圣弗洛朗坦境内共有1家酒店共计9间房间；另有1个露营地，可容纳共73辆露营车。

### 媒体
法国主要的媒体均可在圣弗洛朗坦接收，法国电视三台下属的勃艮第-弗朗什-孔泰大区频道在部分时段播出圣弗洛朗坦所属区域的地方新闻。《约讷省共和报》和蓝色法兰西欧塞尔广播是当地主要的地方性媒体。

## 友好城市
截至2022年3月，圣弗洛朗坦共与一座城市互为友好城市关系：
- 德国 采尔廷根-拉赫蒂希